# Ihlienworth
Ihlienworth est une commune allemande de l'arrondissement de Cuxhaven, dans le land de Basse-Saxe.